# Samson Eitrem
Samson Eitrem (født 28. december 1872 i Kragerø, død 8. juli 1966 i Oslo) var en norsk filolog.
Eitrem blev cand. mag. 1896, Dr. phil. 1903 og professor i klassisk filologi ved Kristiania Universitet siden 1914. Han fik 1898 kronprinsens guldmedalje for en afhandling om Ovid's mytologiske Kilder (utrykt). Hans skrifter beskæftiger sig væsentlig med græsk-romersk mytologi og kultus, således hans afhandling for doktorgraden, Die göttlichen Zwillinge bei den Griechen (Kristiania Videnskabs Selskabs skrifter, 1902), og hans bidrag til Pauly-Wissowas Realencyclopädie der classischen Altertumswissenschaft (blandt andet artiklerne Hermes, Hera, Heros). I Opferritus und Voropfer der Griechen und Romer (Kristiania Videnskabs Selskabs skrifter, 1914) stiller han overalt de dødes kultus i forgrunden under stærk benyttelse af
folkloristisk materiale, idet han i den indledende offerritus søger at konstatere resterne af tidligere kultusformer, som koncentrerede sig om dyrkelsen af de døde. Inden for samme område hører hans Beiträge zur griechischen Religionsgeschichte, I-II (udkommet sammesteds 1910 og 1916).
Desuden har han fra tekstkritisk, dramaturgisk og mytografisk standpunkt givet bidrag til belysning af klassiske forfattere, således af Homer (Zur Ilias-Analyse, Kristiania Videnskabs Selskabs skrifter, 1901, og Die Phaiakenepisode in der Odyssee, Kristiania Videnskabs Selskabs skrifter, 1904), Aischylos (Aischylos, populære Forelæsninger over Grækernes ældste Drama, 1907), Aristofanes, Menander, Plautus, Terents, Ovid og andre enkelte afhandlinger beskæftiger sig med græsk papyrologi. Af mere populær art er Cicero og hans tid, paa grundlag av de efterlatte breve (1910) og
lejlighedsvise artikler i tidsskrifter og dagspressen. Eitrem har senere blandt andet udgivet Beiträge zur griechischen Religionsgeschichte, II-III (1917-20) og Guder og heroer (1918). Sammen med professor Gunnar Rudberg stod han fra 1924 som udgiver af Symbolæ Osloenses. Han blev medlem af Videnskabernes Selskab 1931.